# Laboissière-en-Santerre
 Laboissière-en-Santerre  es una población y comuna francesa, en la región de Picardía, departamento de Somme, en el distrito de Montdidier y cantón de Montdidier.

## Demografía
| 181 | 191 | 155 | 149 | 149 | 120 |
| Para los censos de 1962 a 1999 la población legal corresponde a la población sin duplicidades (Fuente: INSEE [Consultar]) |     |     |     |     |     |